# SMS Szent István
SMS Szent István – austro-węgierski pancernik (drednot) typu Tegetthoff, jedyny operujący z węgierskich portów Cesarstwa. Węgry uzyskały ten pancernik w ramach umowy o finansowaniu innych pancerników tego typu. Okręt został nazwany od pierwszego króla Węgier Stefana I Świętego - (Szent István w języku węgierskim).
Pancernik został zbudowany w Fiume (obecnie Rijeka w Chorwacji), w jedynej dużej węgierskiej stoczni i został przyjęty do służby w 1915. Budowa na Węgrzech spowodowała duże koszty, ponieważ dotychczas stocznia w Rijece budowała jedynie stosunkowo małe okręty i z tego powodu sama musiała zostać przebudowana.
Okręt różnił się od swoich siostrzanych okrętów tym, że miał platformę zbudowaną naokoło przedniego komina, która ciągnęła się od mostka do drugiego komina. Na platformie zainstalowano kilka reflektorów poszukiwawczych. Inną różnicą w projekcie było zmodyfikowanie wylotów wentylatorów w pobliżu masztu głównego. Okręt także (jako jedyny tego typu) nie był wyposażony w sieci przeciwtorpedowe.

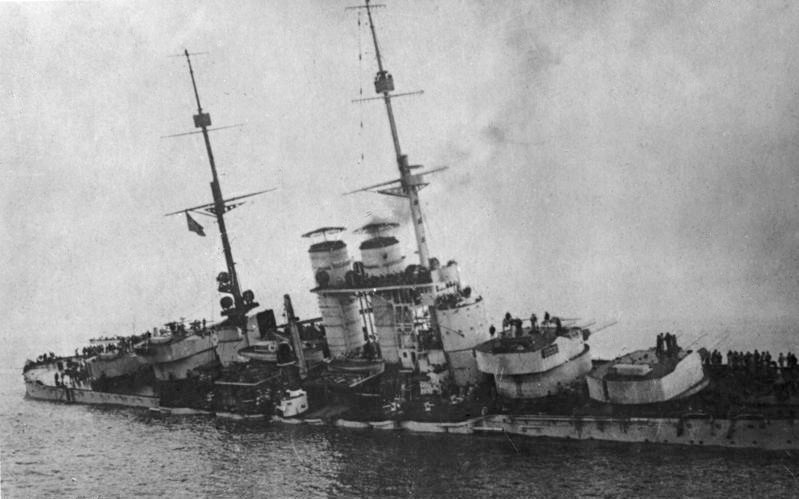
Tonący "Szent István"

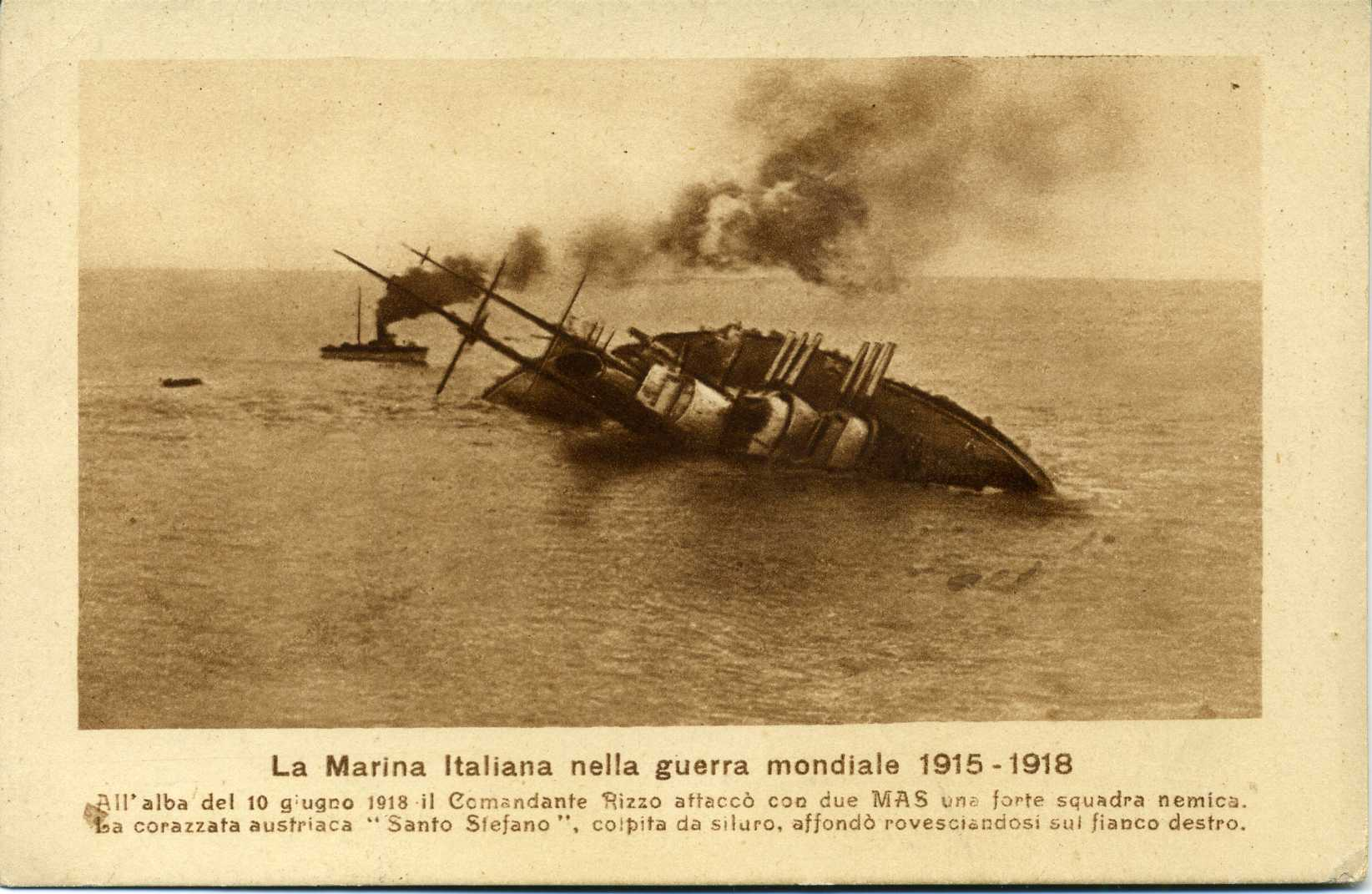
Tonący "Szent István"

Okręt większość służby spędził w porcie w Pula. Został trafiony przez dwie torpedy wystrzelone z wyrzutni Drzewieckiego włoskiego kutra torpedowego MAS-15 10 czerwca 1918, w czasie rejsu na Morzu Adriatyckim (w czasie nieudanej próby przerwania blokady Cieśniny Otranto). Szybko przewrócił się na burtę i zatonął z powodu błędów w projekcie pancerników: małej wyporności i wysokiego środka ciężkości, który był spowodowany znaczną wagą 12 dział kalibru 305 mm. Jedynie 89 marynarzy utonęło, częściowo z tego powodu, że każdy marynarz w Austro-Węgierskiej Marynarce Wojennej musiał umieć pływać zanim mógł być wyznaczony do służby frontowej.
"Szent István" jest pierwszym dużym okrętem wojennym (i jednym z trzech pancerników), których zatopienie zostało sfilmowane (dwa pozostałe to HMS "Barham" i USS "Arizona"). Film z zatopienia okrętu był używany do zdobywania pieniędzy na Czerwony Krzyż.

## Opancerzenie
- Boczny, barbety, wieże, stanowisko dowodzenia - 275 mm
- Pokładowy - 35 mm